# Shen Duo
Shen Duo (Nankín, República Popular China, 9 de junio de 1997) es una nadadora china especializada en pruebas de estilo libre media distancia, donde consiguió ser medallista de bronce mundial en 2015 en los 4 x 200 metros.

## Carrera deportiva
En el Campeonato Mundial de Natación de 2015 celebrado en Budapest ganó la medalla de bronce en los relevos de 4 x 200 metros estilo libre, con un tiempo individual de 1:55.94 segundos, tras Estados Unidos (oro) e Italia (plata); sus compañeras de equipo fueron: Qiu Yuhan, Guo Junjun y Zhang Yufei.